# The Mexican's Last Raid
The Mexican's Last Raid è un cortometraggio muto del 1914 diretto da Frank Lloyd.

## Produzione
Il film fu prodotto dalla Nestor Film Company.

## Distribuzione
Distribuito dall'Universal Film Manufacturing Company, il film - un cortometraggio di una bobina - uscì nelle sale cinematografiche USA l'11 marzo 1914.